# Magyar Gárda

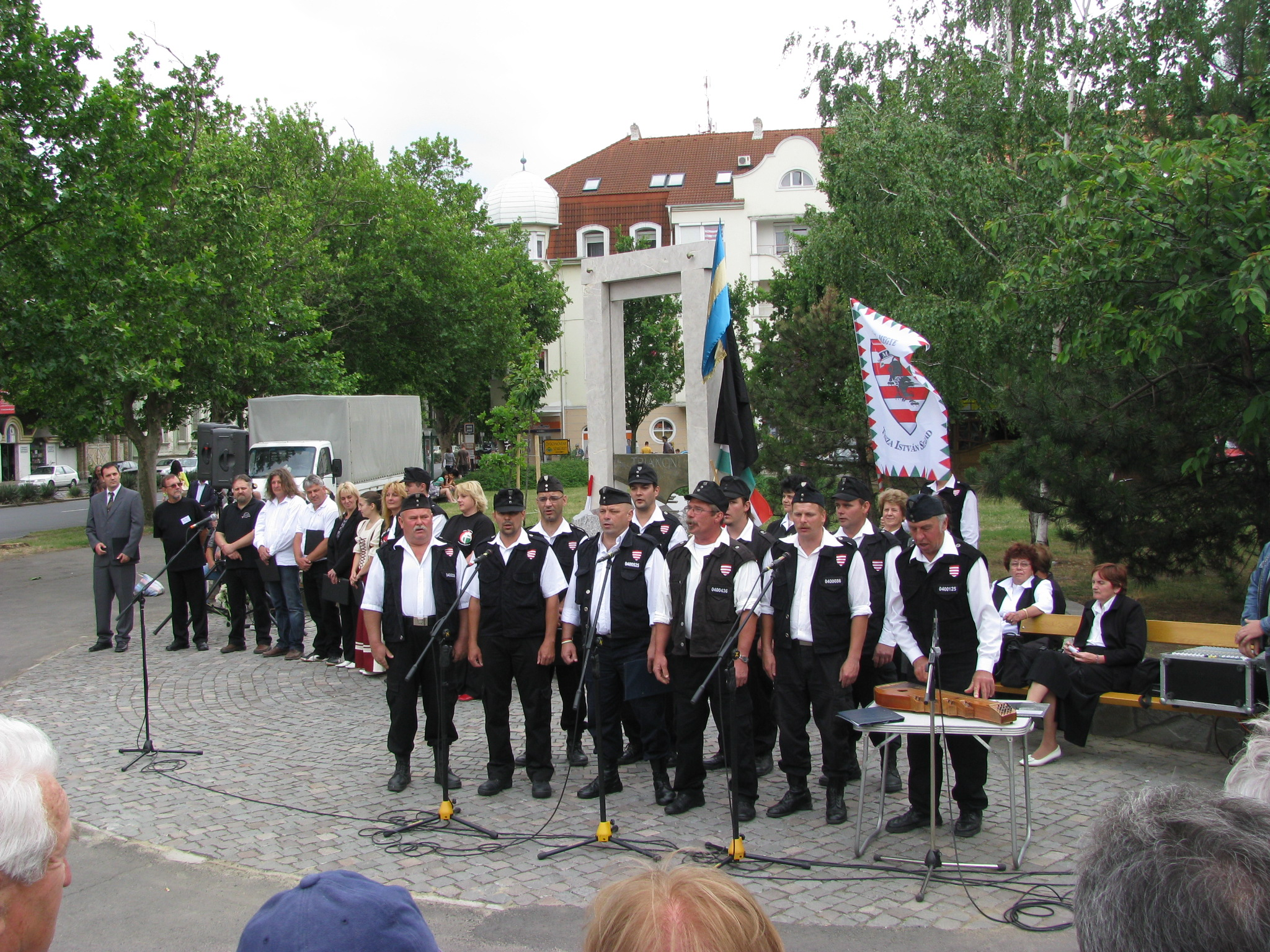
Medlemmar av Magyar Gárda iförda rörelsens uniform på trianondagen 4 juni 2009 i Békéscsaba.

Magyar Gárda (svenska: Ungerska gardet) var en paramilitär nyfascistisk rörelse i Ungern. Rörelsen grundades utifrån en "lojal ed mot Ungern" av dess medlemmar i Budaslottet, Budapest, i augusti 2007.
Magyar Gárda är nära kopplat till det högerextrema nationalistpartiet Rörelsen för ett bättre Ungern (Jobbik).